# Liste der Naturdenkmale in Oberthal (Saar)
Die Liste der Naturdenkmale in Oberthal (Saar) nennt die auf dem Gebiet der Gemeinde Oberthal im Landkreis St. Wendel im Saarland gelegenen Naturdenkmale.

## Naturdenkmale
| Bild | Bezeichnung       | Ort                                                  | Beschreibung                                                                    | Art | Nr.                            |
| ---- | ----------------- | ---------------------------------------------------- | ------------------------------------------------------------------------------- | --- | ------------------------------ |
| BW   | Teufelskanzel     | Oberthal 49° 31′ 31,3″ N, 7° 4′ 56,7″ O)             | Felsbildung nördlich von Oberthal am Südhang des Leißberges                     |     | ND-011-WND-OBT (ex: D 2.03.01) |
| BW   | Wild-Fru-Häuschen | Oberthal Güdesweiler 49° 31′ 34,8″ N, 7° 5′ 33,1″ O) | Felsklippe und Höhle nordwestlich von Güdesweiler am Südwesthang des Leißberges |     | ND-012-WND-OBT (ex: D 2.03.02) |